# Strukturelle Körpertherapie
Die Strukturelle Körpertherapie (SKT) ist eine Therapieform, die sich als „Kunst der richtigen Lebenshaltung“ versteht. Ihre Elemente verbinden psychotherapeutische und physiotherapeutische Verfahren.
Der Gestalttherapeut und körperorientierte Psychotherapeut Dr. Herbert Grassmann und der Sozialpädagoge, Heilpraktiker und Körpertherapeut Erich von Derschatta entwickelten die SKT Anfang der 1990er Jahre aus einer Reihe schon bekannter methodischer Ansätze der sogenannten somatischen Therapien (Elemente des Rolfing, der Hakomi-Psychotherapie, der somatischen Trauma-Therapie, sowie verschiedenen sensomotorischen Bewegungsansätzen).
Inzwischen sollen weltweit mehr als 150 Krankengymnasten, Physiotherapeuten, Therapeuten, Ärzte und Psychologen mit dieser Methode arbeiten. Das Institut für Strukturelle Körpertherapie ist Mitglied im Dachverband der DGK (Deutsche Gesellschaft für Körperpsychotherapie) und der IASI (International Association for Structural Integration).

## Anwendung
Behandlungsfeld der Strukturellen Körpertherapie ist es, die menschliche Aufrichtung in ihrem psychosomatischen Zusammenhang zu verstehen. Sie findet Anwendung bei körperlich-chronischen Verspannungen (z. B. Rückenbeschwerden), bei der Bewältigung von Stress und Traumasymptomen sowie bei psychosomatischen Störungen. Ausgehend von der These, dass die menschliche Aufrichtung und Suche nach Gleichgewicht durch die Schwerkraft verursacht wird, ist es ihr Ziel, eine „Körperstruktur“ herzustellen, in der die Schwerkraft nicht als belastende, sondern als unterstützende Kraft empfunden wird.
Erreicht wird dies u. a. durch ein bewusstes Einwirken auf eingeschliffene Bewegungsmuster, durch gezielte Grifftechniken und verschiedene psychotherapeutische Verfahren.